# البطل (فلم 2024)
البطل هو فيلمٌ مغربيٌ بدأ عرضه في أكتوبر 2024. وهو أول فيلمٍ يخرجه الممثل عمر لطفي.

## قصة الفيلم
شابٌ طموحٌ يعمل في مقهىً رفقة والدته، ويحلم أن يصبح نجماً سينمائياً. وبينما يقترب من تحقيق حلمه، يجد نفسه متورطاً مع عصابة خطيرة.

## إنتاج الفيلم
أنتج الفيلم الفنان المغربي نادر الخياط المعروف ب"ريدوان"، وشارك في تمثل الفيلم كلٌ من عزيز داداس، ورفيق بوبكر، وماجدولين الإدريسي، وفرح الفاسي، وفهد بنشمسي، وأسماء الخمليشي.
أما بالنسبة للموسيقى التصويرية للفيلم فقد وضعها يوسف الصديقي، في حيم عمل نادر الخياط على أغنيتين في الفيلم غناهما كل من نعمان بلعياشي، وريم فكري.
صورت مشاهد الفيلم ما بين مدينتي الدار البيضاء، وطنجة.

## وصلات خارجية
- مقالات تستعمل روابط فنية بلا صلة مع ويكي بيانات

## مصدر
1. 1 2 3 4  الدار البيضاء.. تقديم الفيلم المغربي "البطل" لمخرجه عمر لطفي
2. 1 2 3  القاعات السينمائية تبدأ عرض الفيلم السينمائي الكوميدي “البطل”
3. ↑  'البطل' أول تجربة سينمائية للمخرج المغربي عمر لطفي
4. ↑  فيلم ” البطل” للمخرج عمر لطفي: فيلم تجاري ومقلد!